# FUFOR
FUFOR (Fund for UFO Research) este o organizație americană non-profit care investighează cazurile raportate de observații a OZN-urilor. Are sediul în Alexandria, Virginia, Statele Unite. A fost fondată în 1979.
Împreună cu MUFON (Mutual UFO Network) și CUFOS (Centrul J. Allen Hynek pentru studii OZN), MUFON este parte a UFO Research Coalition. 